# 洛兰·莫勒
洛兰·莫勒（英語：Lorraine Moller，1955年6月1日—），新西兰女子田径运动员。她曾代表新西兰参加1984年、1988年、1992年和1996年夏季奥林匹克运动会田径比赛，其中1992年夏季奥运会获得一枚铜牌。